# Everlast (hudebník)
Everlast, vlastním jménem Erik Francis Schrody, (* 18. srpna 1969) je americký zpěvák. Věnuje se různým hudebním žánrům, včetně hip hopu, rocku a blues. Po vydání svého prvního alba, které nemělo příliš velký úspěch, založil v roce 1991 kapelu House of Pain. Ta vydala tři desky a poté se rozpadla. Everlast se následně začal věnovat vydávání sólových alb. V roce 1999 spolupracoval na písni „Put Your Lights On“ z alba Supernatural hudebníka Carlose Santany. Později působil ve skupině La Coka Nostra.

## Diskografie
- Forever Everlasting (1990)
- Whitey Ford Sings the Blues (1998)
- Eat at Whitey's (2000)
- White Trash Beautiful (2004)
- Love, War and the Ghost of Whitey Ford (2008)
- Songs of the Ungrateful Living (2011)
- The Life Acoustic (2013)